# Can Puig (Bigues)
Can Puig és una masia del poble de Bigues, en el terme municipal de Bigues i Riells, a la comarca catalana del Vallès Oriental.
Es troba en el sector central del terme, al nord-est del Veïnat i al nord de la Parròquia de Bigues i de l'església parroquial de Sant Pere de Bigues. És al sud-est de Can Jeroni, al nord de Can Casanova i al nord-oest de Can Benet Vell, Can Frare i Can Mestre Lluc.
Té annexes les Granges de Can Puig, que formen una explotació agropecuària força important.
Està inclosa en el Catàleg de masies i cases rurals de Bigues i Riells.
S'hi accedeix des de la Parròquia de Bigues pel carrer del Salt de la Núvia. Anant en direcció nord, en uns 150 metres hom arriba a la masia de Can Benet del Salt de la Núvia poc després de deixar enrere el lloc anomenat el Salt de la Núvia. Des de Can Benet, el camí continua cap a ponent i en poc més de 200 metres més arriba davant de Can Casanova. Des de Can Casanova cal anar cap al nord, però baixant al fons de vall on es troben les dues masies de Can Jeroni i de Can Puig. Per tal de fer-ho, cal fer una petita volta cap a ponent, i el 250 metres hom arriba a Can Puig i a Can Jeroni.